# Pseudarmadillo maiteae
Pseudarmadillo maiteae is een pissebed uit de familie Delatorreidae. De wetenschappelijke naam van de soort is voor het eerst geldig gepubliceerd in 2002 door Juarreo de Varona.